# Scinax curicica
Scinax curicica és una espècie de granota de la família dels hílids endèmica del Brasil. Aquesta espècie és coneguda només a 1.314m des del nivell del mar a Alto Palácio, i la propera Serra do Caraça, en Santana do Riacho, Estat de Minas Gerais, sud-est del Brasil. Els seus hàbitats naturals inclouen prats a gran altitud, rius intermitents i maresmes intermitents d'aigua dolça. No hi ha amenaces significatives per a la supervivència d'aquesta espècie.